# Ram ProMaster
Pour les articles homonymes, voir RAM.
Le RAM ProMaster est un véhicule utilitaire du constructeur RAM commercialisé sur les marchés nord-américains depuis 2014.
Ce véhicule est le cousin nord-américain du FIAT Ducato III, conçu et fabriqué à l'Usine FCA Saltillo.

## Histoire
Le FIAT Ducato est commercialisé en 1981 et a été décliné en plusieurs générations de véhicules : quatre entre 1981 et 2014. C'est le véhicule leader du marché européen dans la catégorie 2,0 / 3,5 tonnes. Selon l'OICA, il sert de base à plus de 85 % des camping-cars immatriculés en Europe. Il est produit dans l'usine FIAT-SEVEL Val di Sangro, dans le centre de l'Italie, chez FIAT Automoveïs au Brésil et en Russie.
À la suite du rachat du groupe Chrysler par FIAT, le FIAT Ducato III est commercialisé en Amérique du Nord sous le nom de Ram ProMaster depuis le 11 juillet 2013 dans l'usine FCA de Saltillo au Mexique,.
Contrairement au FIAT Ducato qui ne reçoit que des moteurs diesels FIAT FPT de 2,3 et 3,0 litres de cylindrée, le RAM ProMaster propose deux motorisations :
- essence Chrysler Pentastar VVT V6 3.6 de 280 ch à boîte automatique 6 rapports,
- EcoDiesel 3.0 de 177 ch d'origine FIAT FPT.

Le RAM ProMaster est vendu avec :
- trois longueurs d'empattement : 3,0 - 3,45 et 4.03 mètres ce qui offre un volume utile allant de 11,5 à 17 m3 pour une charge utile allant de 1.750 à 2.050 kg pour un poids total autorisé en charge PTAC de 4,25 tonnes plus une remorque de 2,33 tonnes,
- quatre longueurs de carrosserie,
- deux hauteurs de toit.

Comme pour les modèles FIAT Ducato, RAM propose une version châssis-cabine du ProMaster pour recevoir des carrosseries spécifiques. La version châssis cabine sert aussi de base aux ambulances. Le ProMaster dispose de la traction avant. Le MY 2014 est la version minibus de luxe du ProMaster.
Il reçoit un important restylage en 2022 (pour l'année-modèle 2023), adoptant à cette occasion la face avant qu'avaient adopté le Ducato et ses clones, Peugeot Boxer et Citroën Jumper en 2014.

## Motorisations
| Moteur        | Type de moteur     | Type | Suralimentation     | Cylindrée | Puissance             | Couple | Disponibilité |
| ------------- | ------------------ | ---- | ------------------- | --------- | --------------------- | ------ | ------------- |
| V6 3.6        | Chrysler Pentastar | V6   | -                   | 3 604 cm3 | 280 ch à 6.350 tr/min | 364    | 2013 –        |
| 3.0 Ecodiesel | FIAT FPT F1CE3481E | L4   | Turbo + Intercooler | 2 987 cm3 | 174 ch à 3500 tr/min  | 400    | 2013 –        |

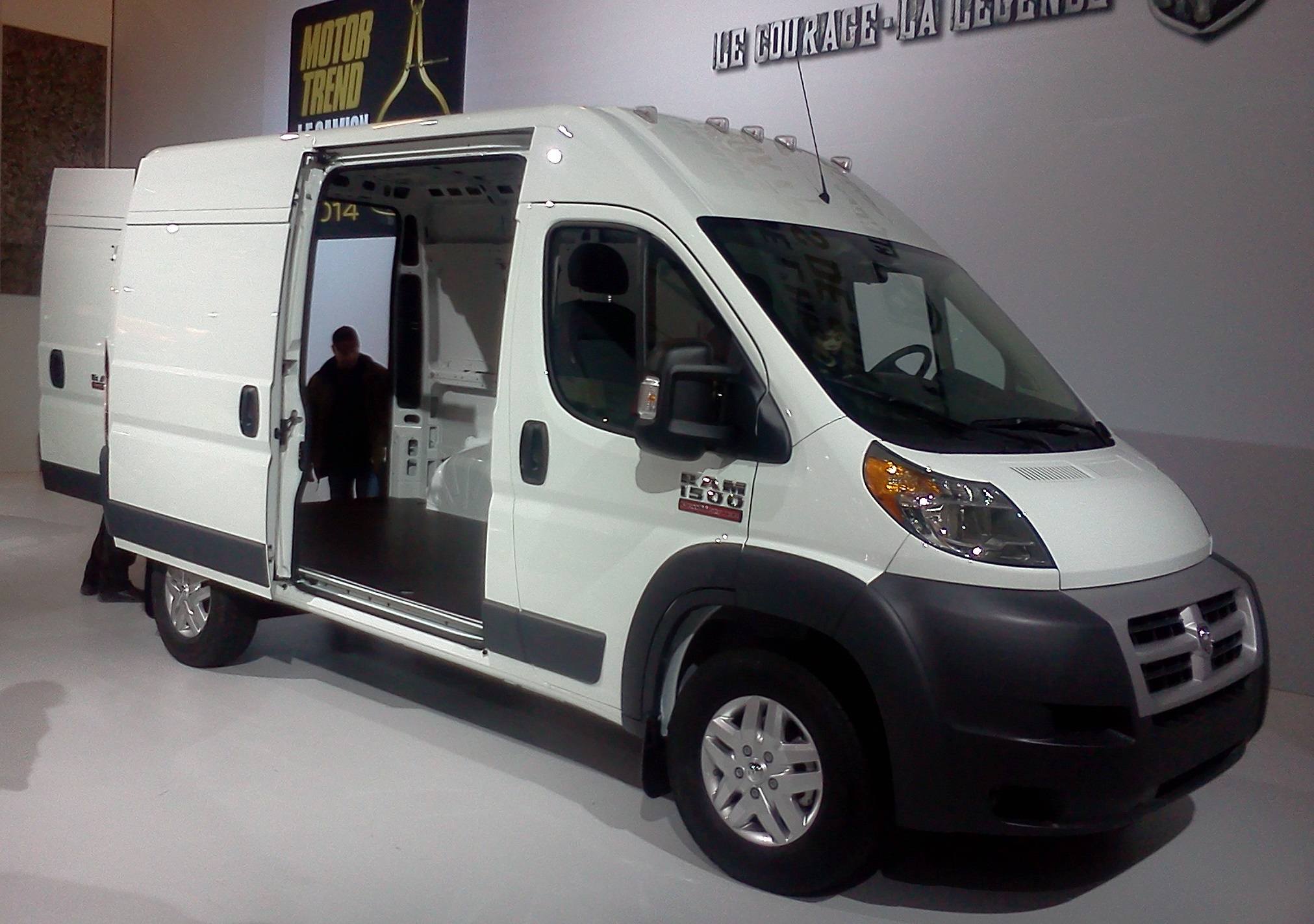
RAM ProMaster (2013)
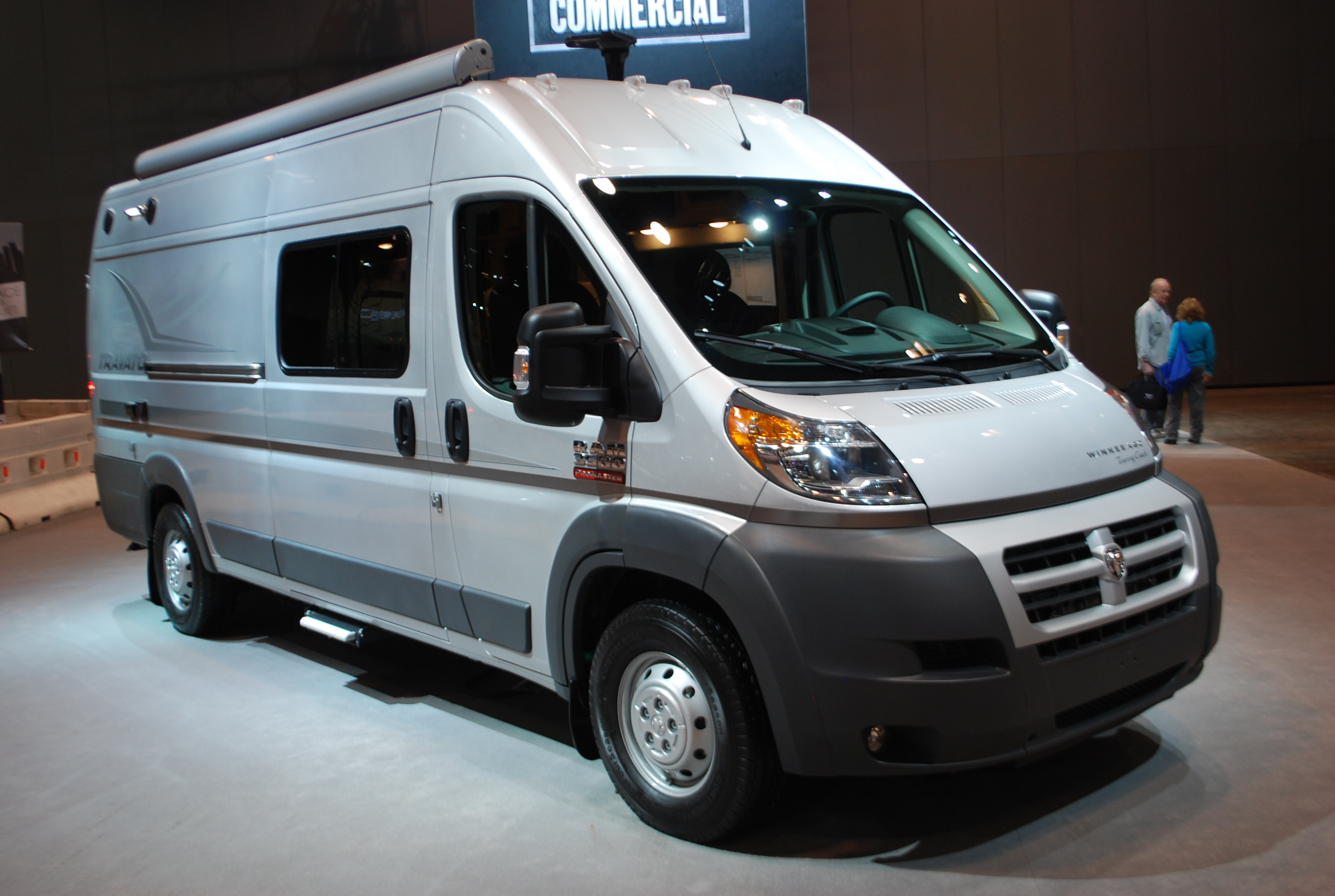
RAM ProMaster Camping-car (2014)
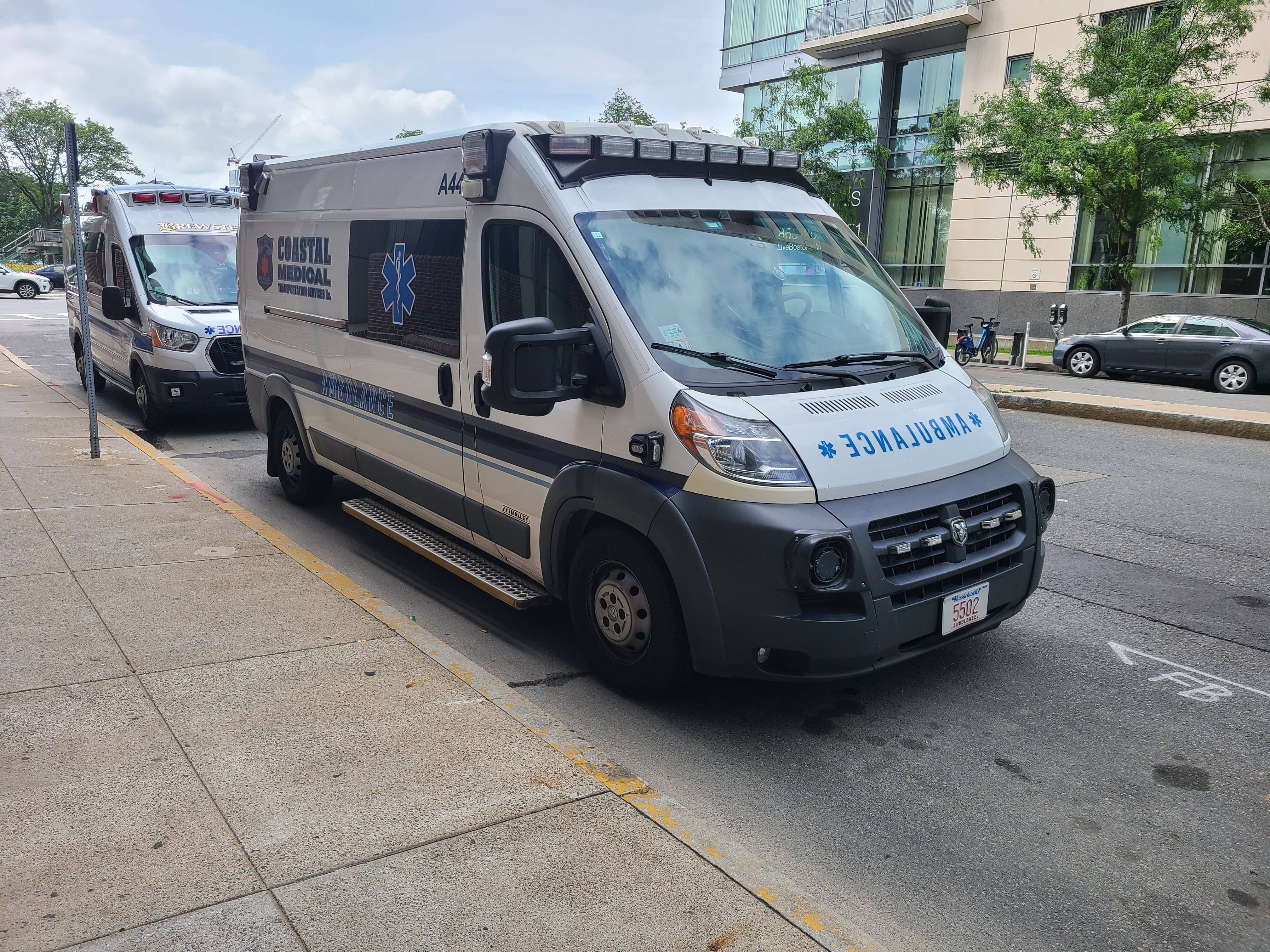
RAM ProMaster Ambulance
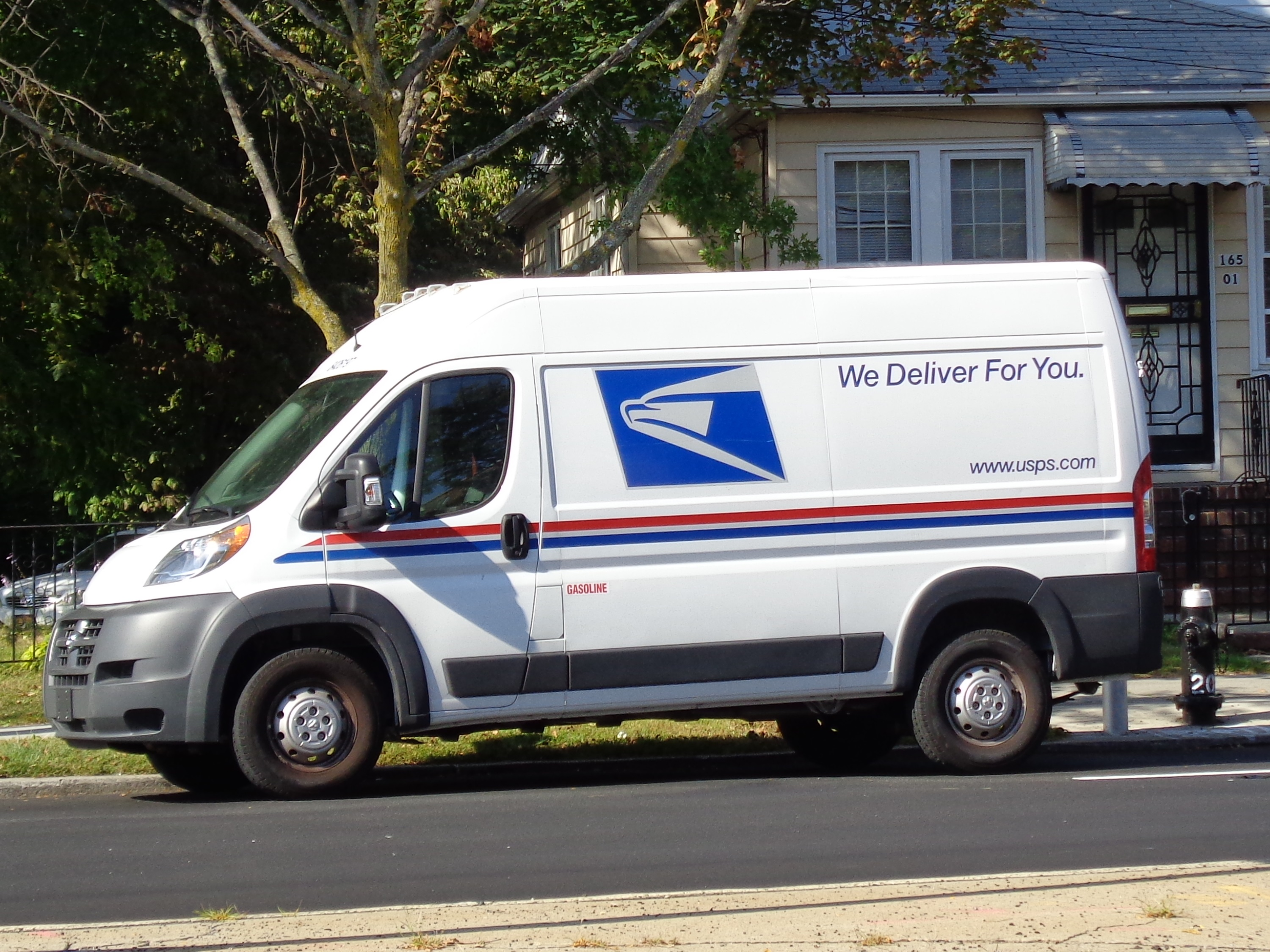
RAM ProMaster US Postal (2014)
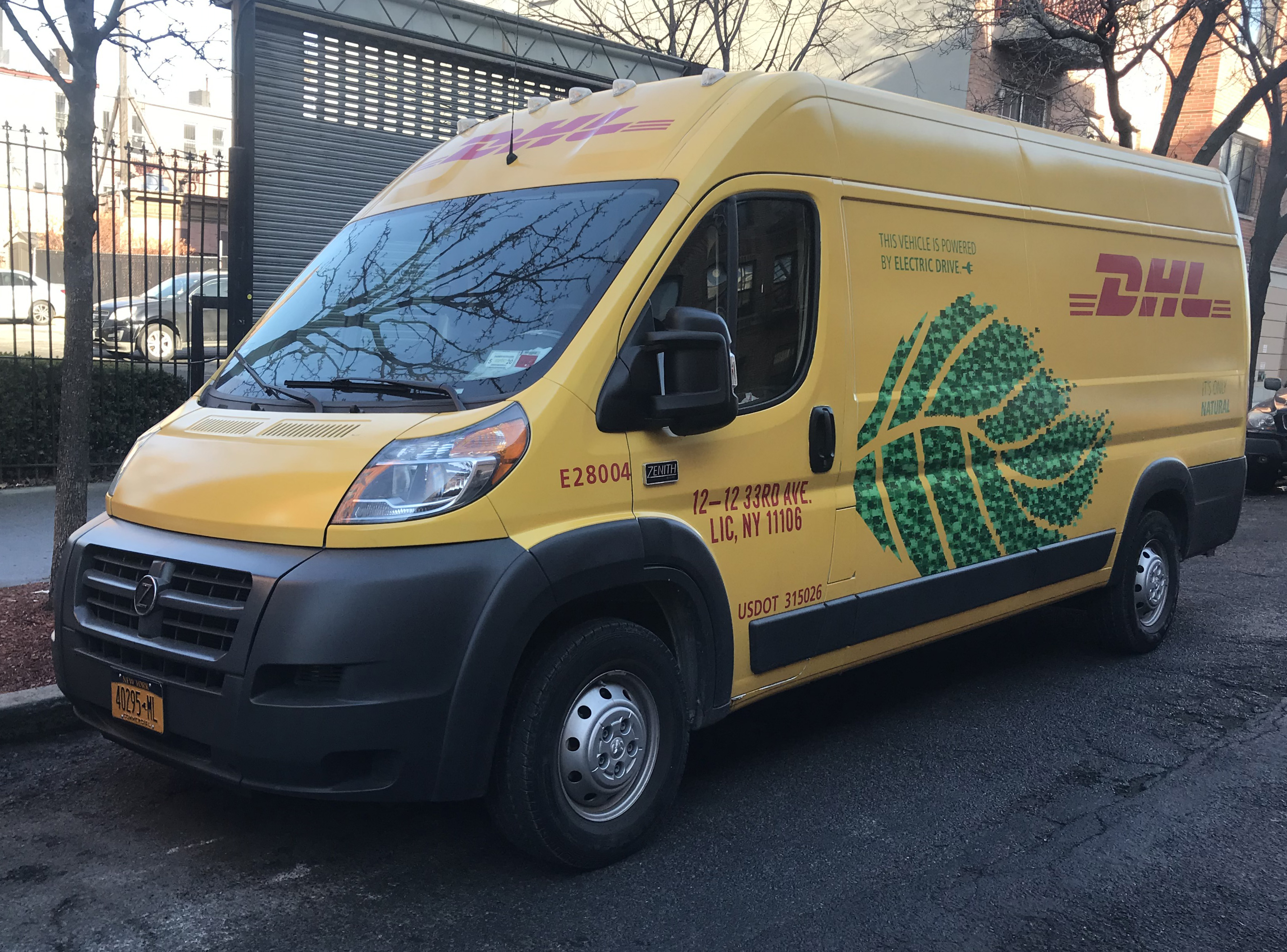
RAM ProMaster électrique (2016)
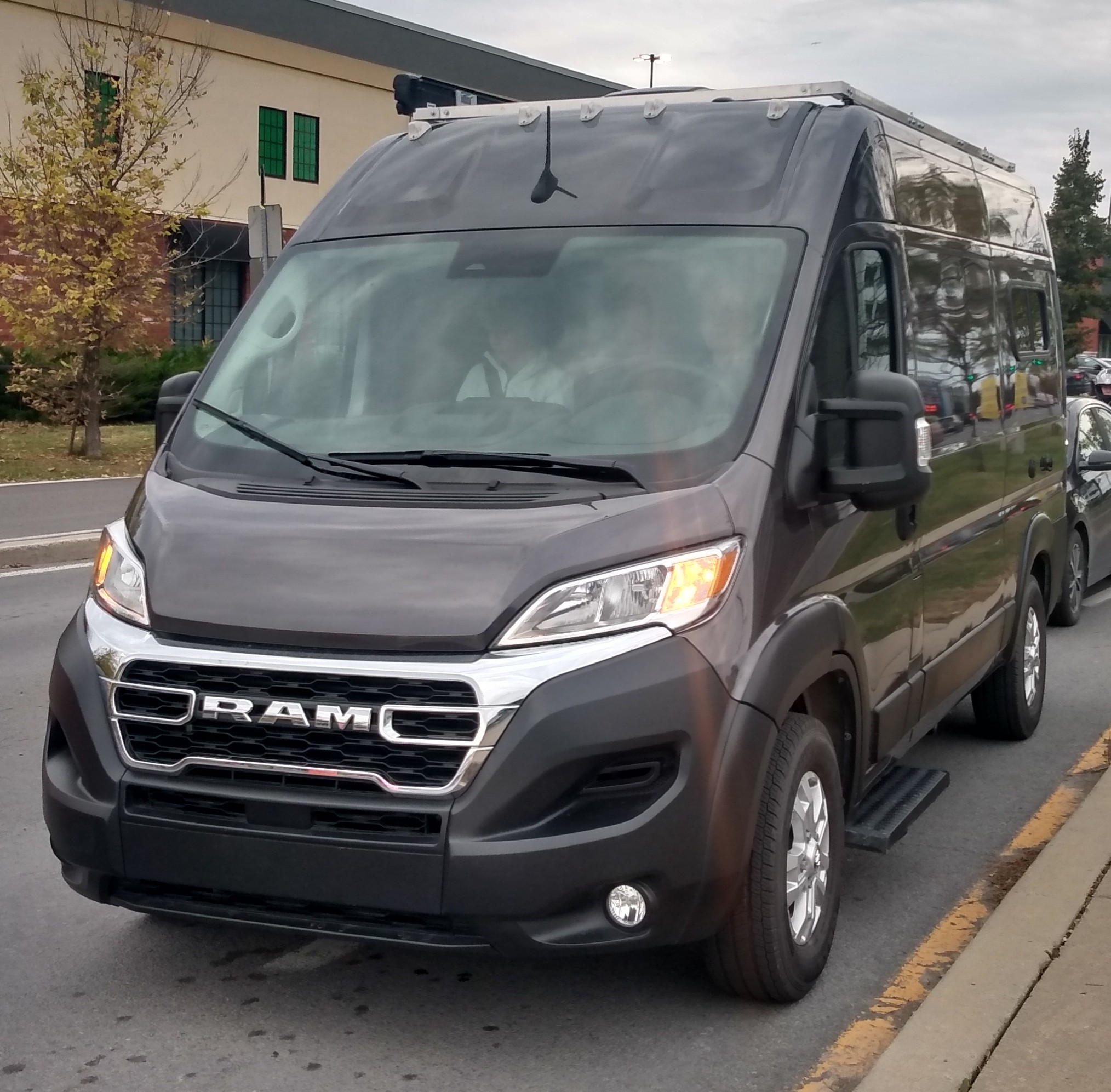
RAM ProMaster (2023)
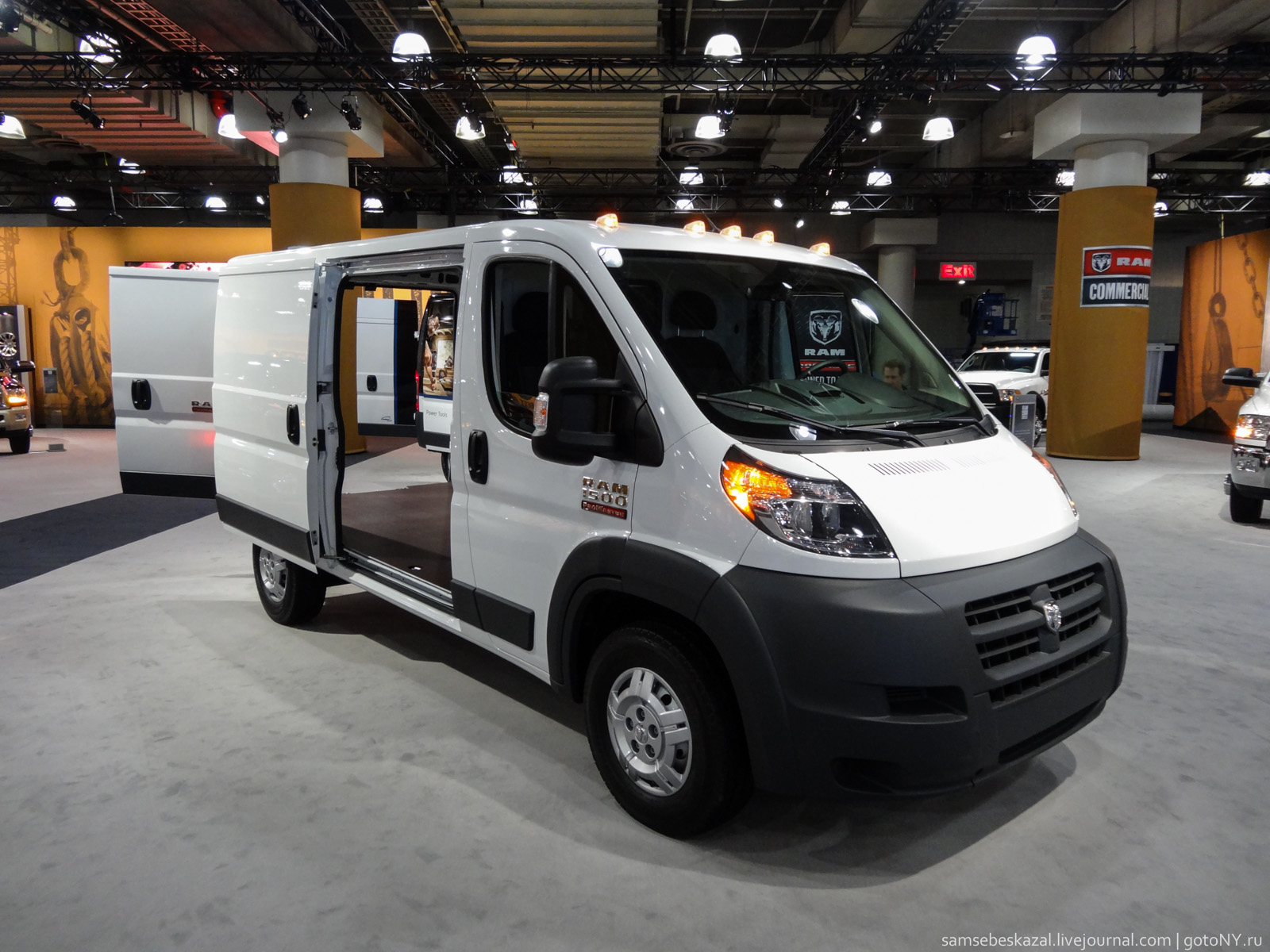
RAM ProMaster 1500 (2023)
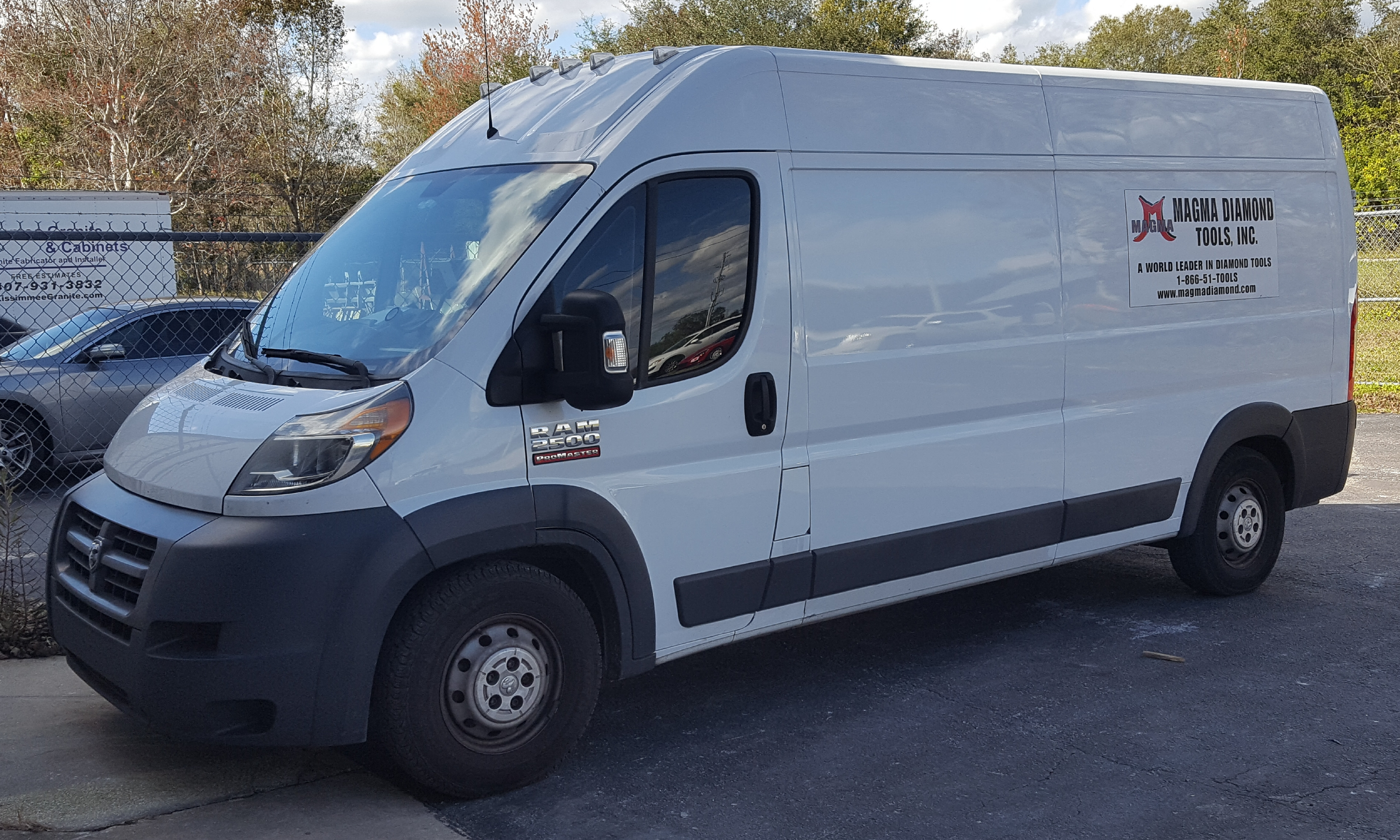
RAM ProMaster 2500 (2023)
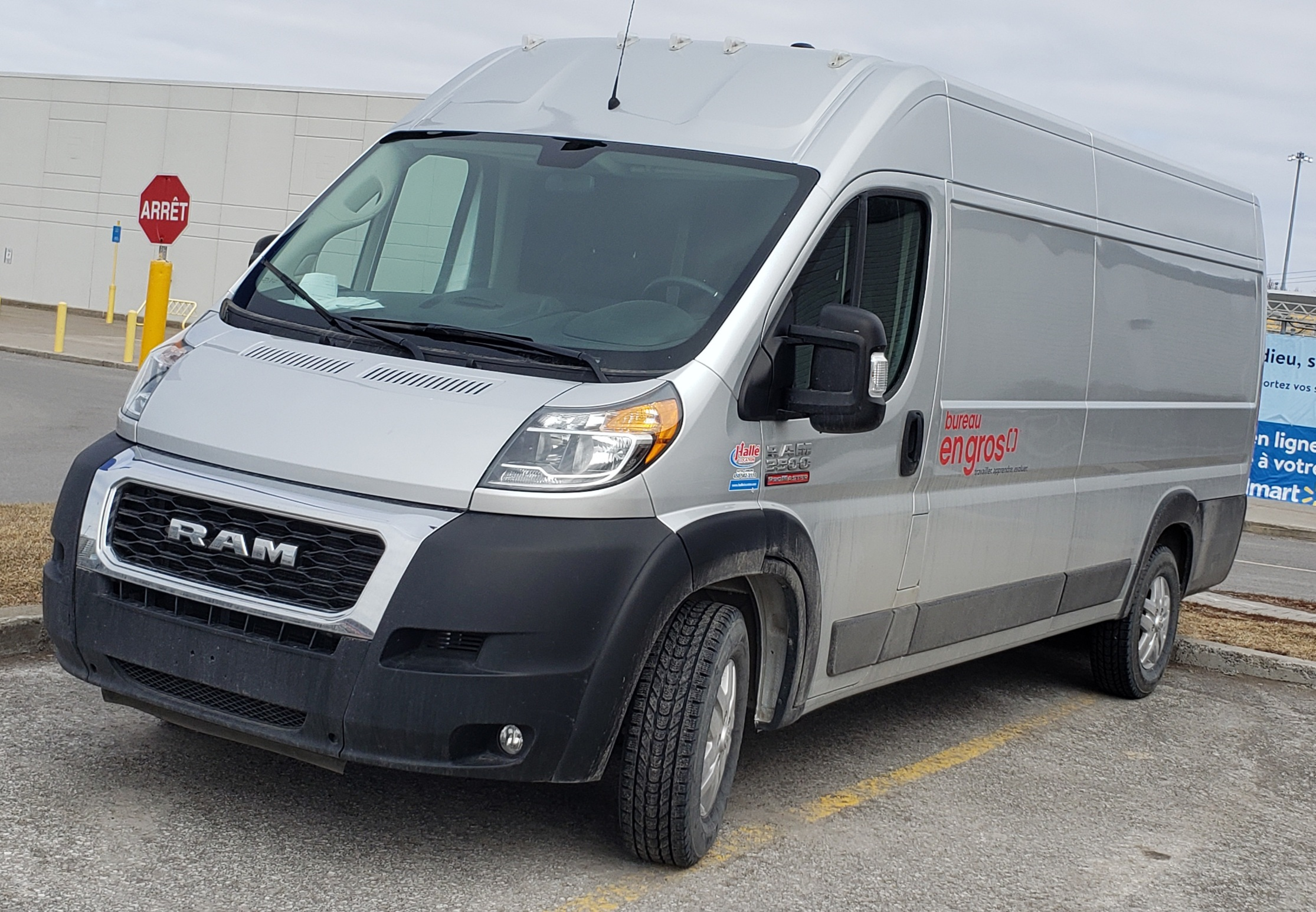
RAM ProMaster 3500 (2023)